# O rodném jazyce
O rodném jazyce (v italském originále De vulgari eloquentia) je název latinského nedokončeného traktátu od italského básníka Danta Alighieriho. Traktát se měl skládat ze čtyř knih, Dante však napsal pouze dvě knihy (Liber Primus a Liber Secundus), ve kterých se postupně snaží najít jazyk, který by se mohl stát společným pro všechny Italy.
Traktát byl poprvé vydán v roce 1305.
V první knize Dante píše o vztahu mezi latinou a lidovými jazyky. Druhá kniha obsahuje analýzu literárních žánrů.
Dante své dílo přerušil ve čtrnácté kapitole druhé knihy, a přestože se historici snažili najít důvod, tak stále není známo, proč tak náhle přerušil svou práci.

## Obsah
Na začátku se Dante zabývá historickým vývojem jazyka, který se podle něj zrodil jako jednotný a později se rozdělil na různé idiomy. V první knize se také podrobně věnuje biblickému příběhu o stavbě babylonské věže a následnému zmatení jazyků. Dále sestavuje mapu polohy jemu známých jazyků, přičemž evropské území rozděluje na tři části: jednu na východě, druhou na severu, a třetí na jihu. V první knize se rovněž zabývá gramatikou.
Ve druhé knize se Dante věnuje literárním žánrům a zároveň vysvětluje, které se hodí k lidové mluvě.

## Inspirace
Dante čerpal inspiraci z rétorických prací psaných v latině, okcitánštině, sicilštině a italštině a z filozofických čtení. Hlavními rétorickými texty, ze kterých čerpal informace byly: Ars Poetica od Horacea, Rhetorica ad Herennium od anonymního autora a De Inventione od Cicera.
Nejvíce však Alighieriho ovlivnila díla Razós de trobar od katalánského trubadúra Raimona Vidala de Bezaudun, které bylo napsáno v okcitánštině a Vers e regles de trobar, které napsal Jofre de Foixà. Obě díla byly příručkami gramatiky pro trubadúrskou poezii. Implicitně obhajovali okcitánštinu jako nejlepší lidový jazyk pro psaní písní a veršů, což přimělo Danteho, aby se postavil na obranu svého milovaného toskánského jazyka.
Za svůj život se Dante seznámil s některými díly svatého Augustina, dále s De Consolatione Philosophiae od římského filozofa Boëthia, s díly od teologa svatého Tomáše Akvinského a některými encyklopedickými slovníky jako Etymologiae od biskupa a učitele Isidora ze Sevilly a Livre du Tresor od italského spisovatele Brunetta Latiniho.
Alighieriho také významně ovlivnila aristotelská filozofie, což je důvod, proč v některých jeho dílech díle lze nalézt odkazy na texty představitelů radikálního aristotelismu.